# Leucadendron salignum
Leucadendron salignum är en tvåhjärtbladig växtart som beskrevs av Peter Jonas Bergius. Leucadendron salignum ingår i släktet Leucadendron och familjen Proteaceae. Inga underarter finns listade i Catalogue of Life.